# Graumulle
Die Graumulle (Fukomys) sind eine Gattung der Sandgräber (Bathyergidae) innerhalb der Nagetiere (Rodentia), die vor allem an die unterirdische und grabende Lebensweise angepasst sind. Derzeit sind je nach Quelle zehn bis vierzehn verschiedene Arten beschrieben, und es werden mit verbesserten Untersuchungsmethoden immer noch neue Arten entdeckt.

## Merkmale
Vertreter der Graumulle erreichen eine Körperlänge von neun bis 27 Zentimetern. Besonders angepasst an die unterirdische Lebensweise sind die Kiefer und die zugehörige Kaumuskulatur, die sehr kräftig ausgebildet ist. Die Schneidezähne sind sehr lang, und ihre Wurzeln können im Kiefer bis hinter die Backenzähne reichen. Sie werden als Grabwerkzeuge genutzt, wobei die unteren Nagezähne unabhängig voneinander beweglich sind.
Körperanhänge wie der Schwanz und die äußeren Ohren sind zurückgebildet, ebenfalls die Augen. Trotz der reduzierten Ohrmuscheln können die Tiere Vibrationen und Laute sehr gut wahrnehmen. Alle Arten haben ein kurzes dichtes Fell, welches in der Farbe von gelblich über verschiedene Grau- und Brauntöne bis rotbraun variieren kann und meistens einen samtenen Schimmer enthält. Außerdem ist der Graumull durch seine vorstehenden Zähne nicht fähig zu trinken. Er verwertet das Wasser aus der Nahrung.

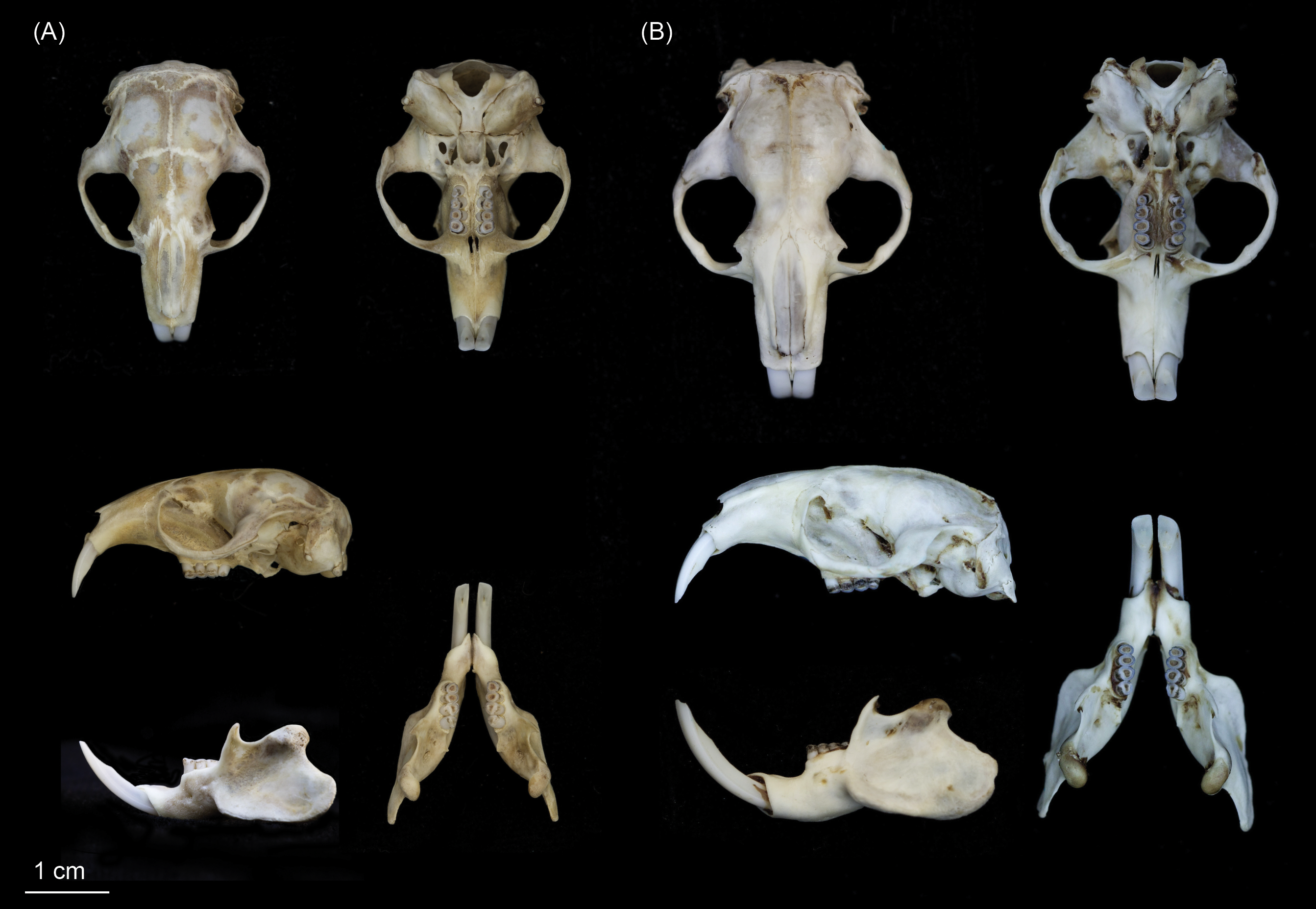
Schädel von Fukomys livingstoni und Fukomys hanangensis

Morphologisch und auch morphometrisch sind die beiden Gattungen Fukomys und Cryptomys aufgrund paralleler Entwicklung und innerartlicher Variabilität nicht klar zu trennen, die Unterschiede liegen vor allem im Bereich molekularbiologischer Merkmale. Charakterisiert und diagnostisch beschrieben ist die Gattung Fukomys entsprechend nur anhand von Merkmalen der Allozyme sowie anhand von Markern der mitochondrialen und der nukleären DNA (Kern-DNA). Hinzu kommt eine sehr variable Anzahl der Chromosomen im Genom, die von 2n = 40 bis 2n = 78 reicht und der stabilen Anzahl von 2n = 54 bei Cryptomys gegenüber steht.

## Verbreitung und Lebensraum
Graumulle leben nur in Afrika südlich der Sahara. Sie bevorzugen Steppen und Savannen sowie Trockenwälder. Das Verbreitungsgebiet erstreckt sich dabei fleckenhaft von Ghana und Nigeria in Westafrika bis in den Südsudan sowie von der südlichen Demokratischen Republik Kongo und dem südlichen Tansania bis in die Regionen Westkap sowie Limpopo in Südafrika.

## Lebensweise

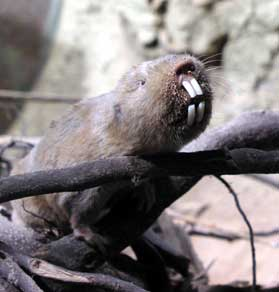
Ansells Graumull (Fukomys anselli)

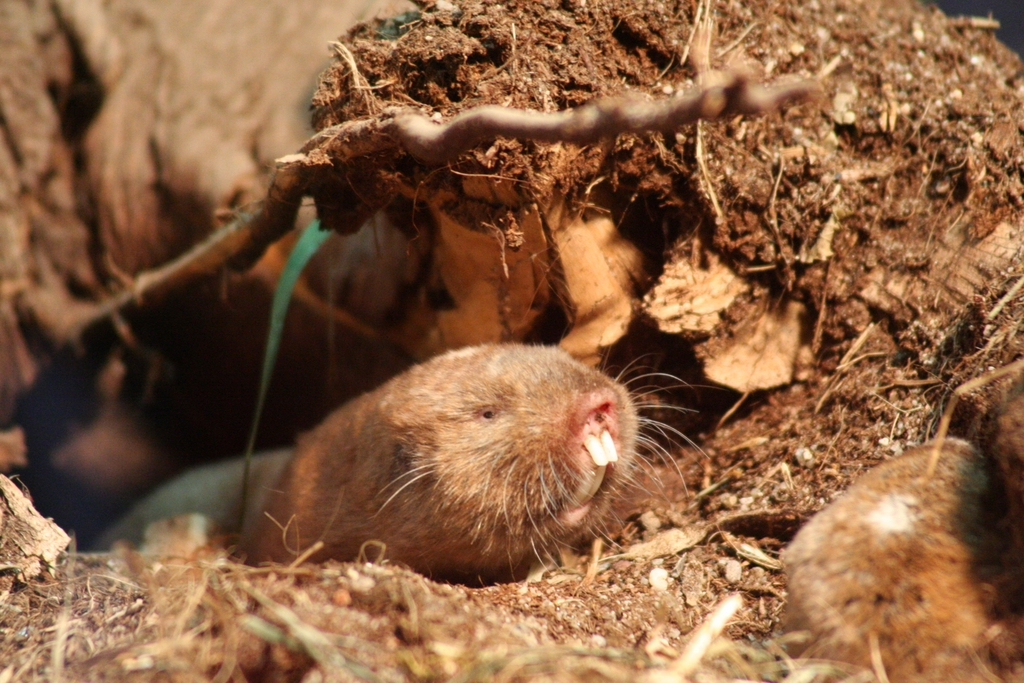
Ansells Graumull im Zoo Leipzig

Die Graumulle leben in selbst gegrabenen Tunnelsystemen, die sie mit Hilfe ihrer kräftigen Nagezähne graben. Sie ernähren sich fast ausschließlich vegetarisch von unterirdischen Wurzelknollen; Kleintiere wie Regenwürmer, Käferlarven und Ähnliches werden selten gefressen. Eine Aktivität auf der Erdoberfläche ist sehr selten, kommt jedoch vor, wenn die Tiere Nistmaterial oder Samen und Blätter als Nahrung suchen.
Alle Graumullarten leben in Kolonien von maximal 40 Tieren. Dabei ist die Koloniegröße und auch die Ausbildung der Sozialstrukturen artabhängig sehr unterschiedlich. Die größten Kolonien bildet der Damara-Graumull (F. damarensis), bei dem außerdem wie beim Nacktmull (Heterocephalus glaber) eine Eusozialität in der Kolonie festgestellt wurde. Diese zeichnet sich dadurch aus, dass nur eines oder zumindest sehr wenige Tiere in der Kolonie fortpflanzungsfähig sind, während sich die anderen Tiere die Arbeitsaufgaben teilen – die Sozialstruktur ähnelt also der von staatenbildenden Insekten mit einer Königin. Die Geschlechtstiere produzieren bei den Graumullen sehr hohe Anteile von Geschlechtshormonen, während die Ausbildung der Gonaden bei den Arbeitstieren reduziert ist.
Die Ausmaße und die Tiefe der Tunnelsysteme sind abhängig von der Beschaffenheit des Bodens, bei lockereren Böden sind sie in der Regel tiefer. Die große Wohnkammer sowie mehrere  Lagerkammern liegen relativ weit oben im Boden, von ihnen strahlen Gänge in alle Richtungen aus. Die Hauptgrabungsaktivität liegt bei den Graumullen in den Zeiten mit feuchterem Boden, in denen sie Gänge zu neuen Futterquellen anlegen. Graumulle orientieren sich in ihrem ausgedehnten Höhlensystem auch am Magnetfeld der Erde.
Im Rahmen einer ökologischen Studie wurden die Tunnelsysteme von 16 Kolonien der in Sambia beheimateten Ansells Graumulle vermessen. Den Befunden zufolge lebten in einer Kolonie im Durchschnitt 9,7 Tiere, das Tunnelsystem pro Kolonie erstreckte sich im Mittel über 6919 Quadratmeter und wies eine Länge von 1241 Metern auf.

## Fortpflanzung und Entwicklung
Die Geschlechtstiere der Graumulle können während des gesamten Jahres Nachwuchs bekommen, wobei sie im Extremfall bis zu drei Würfe pro Jahr haben. Ein Wurf besteht dabei aus zwei bis drei Jungtieren, die nach einer Tragzeit von etwa drei Monaten auf die Welt kommen. Die Tiere sind Nesthocker, die Augen öffnen sich nach etwa 24 Tagen. Nach etwa 82 Tagen ist bei F. damarensis die Entwöhnung abgeschlossen, und nach etwa 210 Tagen haben die Tiere ihre volle Größe erreicht. Geschlechtsreif sind die weiblichen Tiere nach durchschnittlich 73 Wochen, wenn sie zu Geschlechtstieren werden.
Artabhängig können diese Entwicklungszeiten variieren, für die Damara-Graumulle liegen allerdings die umfangreichsten Daten vor.

## Systematik
Die Systematik der Graumulle ist unklar und sie werden entsprechend in der Literatur unterschiedlich betrachtet. Traditionell wurden sie als Gattung Cryptomys Gray, 1864, zusammengefasst, und teilweise werden sie auch aktuell noch so dargestellt. Auf der Basis molekularbiologischer Analysen wurden jedoch zwei deutlich voneinander getrennte Taxa herausgestellt, woraufhin eine Trennung in die Gattungen Cryptomys und Coetomys angeregt wurde. In der Gattung Cryptomys verblieben nur der Afrikanische Graumull (Cryptomys hottentotus (Lesson 1826)) sowie die heute in der Regel nicht als eigenständige Arten betrachteten Cryptomys natalensis, Cryptomys nimrodi und Cryptomys anomalus und Cryptomys holosericeus. Da Coetomys als Name allerdings nicht zur Verfügung stand, da er bereits vorher als Synonym für Cryptomys genutzt wurde, wurde 2006 als Alternative der neue Gattungsname Fukomys vorgeschlagen und umgesetzt. Beide Gattungen bilden zusammen die Schwestergruppe eines Taxons aus den Strandgräbern (Bathyergus) und dem Kap-Blessmull (Georhychus capensis).
Zu den Graumullen der Gattung Fukomys werden aktuell, je nach Lehrmeinung, etwa zehn bis vierzehn Arten gezählt. Einige dieser Arten wurden erst in den letzten Jahren neu beschrieben oder wieder etabliert, nachdem sie vorher dem Afrikanischen Graumull als Unterarten oder Synonyme zugeschlagen wurden. Die folgenden Arten folgen der Darstellung im 2016 erschienenen Handbook of the Mammals of the World, das 14 Arten unterscheidet:
- Sambischer Graumull (Fukomys amatus (Wroughton, 1907))
- Ansells Graumull (Fukomys anselli (Burda, Zima, Scharff, Macholán & Kawalika, 1999))
- Bocages Graumull (Fukomys bocagei (De Winton, 1897))
- Damara-Graumull (Fukomys damarensis (Ogilby, 1838))
- Mashona-Graumull (Fukomys darlingi (Thomas, 1895))
- Nigerianischer Graumull oder Fox-Graumull (Fukomys foxi (Thomas, 1911))
- Hanang-Graumull (Fukomys hanangensis Faulkes et al. 2017)[6]
- Kafue-Graumull (Fukomys kafuensis (Burda, Zima, Scharff, Macholán & Kawalika, 1999))
- Livingstone-Graumull (Fukomys livingstoni Faulkes et al. 2017)[6]
- Riesengraumull (Fukomys mechowi (Peters, 1881))
- Zentralafrikanischer Graumull (Fukomys ochraceocinereus (Heuglin, 1864))
- Katanga-Graumull (Fukomys vandewoestijneae von Daele et al., 2013[7])
- Malawi-Graumull (Fukomys whytei (Thomas, 1897))
- Ghana-Graumull oder Zech-Graumull, (Fukomys zechi (Matschie, 1900))

Ingram et al. 2004 und Kock et al. 2006 ergänzten die Liste noch um Fukomys whytei, Fukomys micklemi sowie zwei zu diesem Zeitpunkt unbeschriebene Arten. Im Jahr 2011 wurde zudem Fukomys ilariae auf der Basis eines Präparates im Zoologischen Museum Rom als neue Art beschrieben, jedoch im Handbook of the Mammals of the World nicht berücksichtigt.
Der Gattungsname Fukomys leitet sich von dem landessprachlichen Wortstamm Fuko für Graumulle bzw. dem Verb fuk(ul)a ab, das in den Bantusprachen im Verbreitungsgebiet des Riesengraumulls für das Ausheben der Erde durch Mulle steht. Die Endung -mys ist bei Nagetieren häufig anzutreffen und bedeutet „Mäuse“.

## Graumulle und Menschen
Graumulle ernähren sich von unterirdischen Wurzelknollen und auch von solchen, die von Menschen angebaut werden. Als Schädlinge werden sie in einigen Regionen gejagt und auch gegessen. Die meisten Arten sind häufig, eine Gefährdung der Art liegt nur dann vor, wenn das Verbreitungsgebiet sehr klein ist (z. B. beim Zechgraumull und beim Nigerianischen Graumull).

## Belege
1. 1 2 3 4 5 6  Dieter Kock, Colleen M. Ingram, Lawrence J. Frabotta, Rodney L. Honeycutt, Hynek Burda: On the nomenclature of Bathyergidae and Fukomys n. gen. (Mammalia: Rodentia). Zootaxa 1142, 2006; S. 51–55. doi:10.11646/zootaxa.1142.1.4
2. ↑  Jan Šklíba, Vladimír Mazoch, Hana Patzenhauerová, Ema Hrouzková, Matěj Lövy, Ondřej Kott, Radim Šumbera: A maze-lover's dream: Burrow architecture, natural history and habitat characteristics of Ansell's mole-rat (Fukomys anselli). In: Zeitschrift für Säugetierkunde. Bd. 77, Nr. 6, November 2012, S. 420–427, doi:10.1016/j.mambio.2012.06.004.
3. 1 2  Nigel C. Bennett: Genus Cryptomys – Mole-rats In: Jonathan Kingdon, David Happold, Michael Hoffmann, Thomas Butynski, Meredith Happold und Jan Kalina (Hrsg.): Mammals of Africa Volume III. Rodents, Hares and Rabbits. Bloomsbury, London 2013, S. 648–649; ISBN 978-1-4081-2253-2.
4. 1 2 3 4 5  Colleen M. Ingram, Hynek Burda, Rodney L. Honeycutt: Molecular phylogenetics and taxonomy of the African mole-rats, genus Cryptomys and the new genus Coetomys Gray, 1864. Molecular Phylogenetics and Evolution 31 (3), 2004; S. 997–1014. doi:10.1016/j.ympev.2003.11.004
5. 1 2  R.L. Honeycutt: Genus Fukomys. In: Don E. Wilson, T.E. Lacher, Jr., Russell A. Mittermeier (Herausgeber): Handbook of the Mammals of the World: Lagomorphs and Rodents 1. (HMW, Band 6), Lynx Edicions, Barcelona 2016; S. 368–370. ISBN 978-84-941892-3-4
6. 1 2  C.G. Faulkes et al. 2017. Relic populations of Fukomys mole-rats in Tanzania: description of two new species F. livingstoni sp. nov. and F. hanangensis sp. nov. PeerJ 5: e3214; doi:10.7717/peerj.3214
7. ↑  Paul A. A. G. von Daele, Pieter Blondé, Robert Stjermstedt, Dominique Adriaens: A new species of African Mole-rat (Fukomys, Bathyergidae, Rodentia) from the Zaire-Zambezi Watershed. In: Zootaxa. Bd. 3636, Nr. 1, 3. April 2013, S. 171–189, doi:10.11646/zootaxa.3636.1.7.
8. ↑  Spartaco Gippoliti, Giovanni Amori: A new species of mole-rat (Rodentia, Bathyergidae) from the Horn of Africa. Zootaxa 2918, 2011; S. 39–46. doi:10.11646/zootaxa.2918.1.4